# 玛哈·哥沙纳达

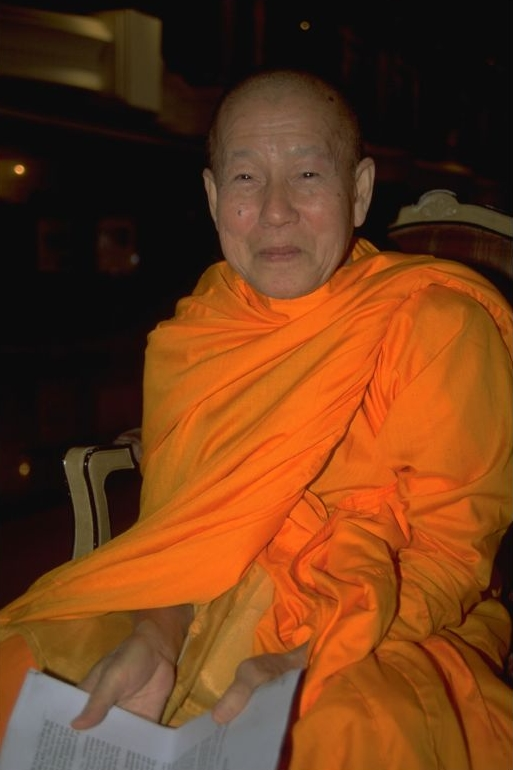
玛哈·哥沙纳达

玛哈·哥沙纳达（Samdech Preah Maha Ghosananda，1913年5月23日—2007年3月12日），柬埔寨高僧。他于1994年以来多次获得诺贝尔和平奖提名。
1929年出生于湄公河三角洲平原一个农民家庭。8岁进入寺庙，14岁剃度。1988年，他在巴黎被柬埔寨流亡者推举为柬埔寨僧王。1990年代数次周游柬埔寨开展非暴力和平运动和民族和解运动，称为“法行”，为抚平战争后的柬埔寨创伤作出巨大贡献，有“柬埔寨甘地”的美称。2007年3月12日圆寂，享年94岁。